# Dandelion (RIP SLYMEの曲)
「Dandelion」（ダンデライオン）は、RIP SLYMEの8枚目のシングル。2004年3月17日発売。

## 概要
アルバム『TIME TO GO』から約8ヶ月ぶりのシングル。RIP SLYMEの2004年最初の作品でもある。アナログ盤と同時発売された。
タイトルの「Dandelion」は直訳すると「タンポポ」であるが、その語源はフランス語で「ライオンの歯」である。そのためか、ジャケットにはライオンの絵が描かれている。
初回のみ以下の特典が付属。
1. 牝ライオンシール - stick it on the jacket!
2. ライオン足跡ステッカー
3. 銀箔押しジャケット

## 収録曲
1. Dandelion
（作詞：RYO-Z, ILMARI, PES, SU 作曲・編曲：DJ FUMIYA）
アルバム『MASTERPIECE』収録
タイトル通り、タンポポの綿毛を旅立ちに例えた曲。PVには宮崎あおいが出演し、宮崎とは2007年の「Tales」(アルバム収録曲)でも共演する。PVはメイン部分が東京都府中市付近の多摩川土手での収録で、背景には南武線が映っているのが確認できる。
2. ジグソウル
（作詞：RYO-Z, ILMARI, PES, SU 作曲・編曲：DJ FUMIYA）
アルバム未収録
3. Twilight
（作詞：RYO-Z, ILMARI, PES, SU 作曲・編曲：DJ FUMIYA）
アルバム未収録